# Wavy Wanda
Wavy Wanda, de son vrai nom Wanda Martin, est une rappeuse québécoise. Pionnière du genre au Québec, elle fut membre de The Classy Crew de 1983 à 1985 aux côtés de la rappeuse Baby Blue.

## Biographie
Wanda Martin est née en 1966 à Montréal, dans le quartier de Côte-des-Neiges. Elle est issue d'une famille afro-montréalaise.

### Début de carrière dans le rap québécois des années 1980
À l'âge de 15 ans, elle rencontre Stacey Wagoner avec qui elle lancera le duo de rap The Classy Crew.
Bien qu'il soit difficile de retracer les origines des cultures hip-hop au Québec, la proximité géographique de celui-ci avec les États-Unis permet au rap de faire sa place dans la province dès les années 1980. Wavy Wanda et Baby Blue sont considérées comme pionnières du rap au Québec, aux côtés d'artistes comme The Secks Symbols et Freaky D.

## Histoire de The Classy Crew
- 1983 : Wanda et Stacey rencontrent DJ Ray, qui les incite à se lancer dans la musique. La même année, elles décrochent un passage sur la radio montréalaise CKGM à l'émission Club 980 animée par Mike Williams. Elles deviennent des habituées de l'émission radio où elles rappent en direct. Elles participent aussi à l'émission télévisée NiteLife animée par Peter King sur les ondes de CFCF Montréal[1].
- 1984 : Prestation au Spectrum dans le cadre du concours Break dance ‘84[1],[3],[4]
- 1985 : Première partie du groupe de rap américain The Fat Boys[1] toujours au Spectrum
- 1986 : Dans le cadre de ses études, Stacey déménage à Boston puis s'installe à New York, ce qui signe la fin du Classy Crew